# Xenopsylla demeilloni
Xenopsylla demeilloni är en loppart som beskrevs av Haeselbarth 1964. Xenopsylla demeilloni ingår i släktet Xenopsylla och familjen husloppor. Inga underarter finns listade i Catalogue of Life.